# Koritnik
A Koritnik hegycsúcs a Šar-hegység egyik csúcsa 2393 méteres tengerszint feletti magassággal. A hegycsúcs Albánia északkeleti és Koszovó déli határán található. A hegyet teljesen körülölelik a Fehér-Drin folyó ágai. Koszovóban Šar és Zur városa fekszik a hegycsúcs közelében. A hegyoldalakon elterülő alpesi legelőkön mintegy 60 zerge él. A Koritnik hegycsúcshoz közel fekszik a Breznë-tó.

## Fordítás
- Ez a szócikk részben vagy egészben  a   Koritnik című angol Wikipédia-szócikk ezen változatának fordításán alapul.  Az eredeti cikk szerkesztőit annak laptörténete sorolja fel. Ez a jelzés csupán a megfogalmazás eredetét és a szerzői jogokat jelzi, nem szolgál a cikkben szereplő információk forrásmegjelöléseként.